# Tijdlijn van de KLM

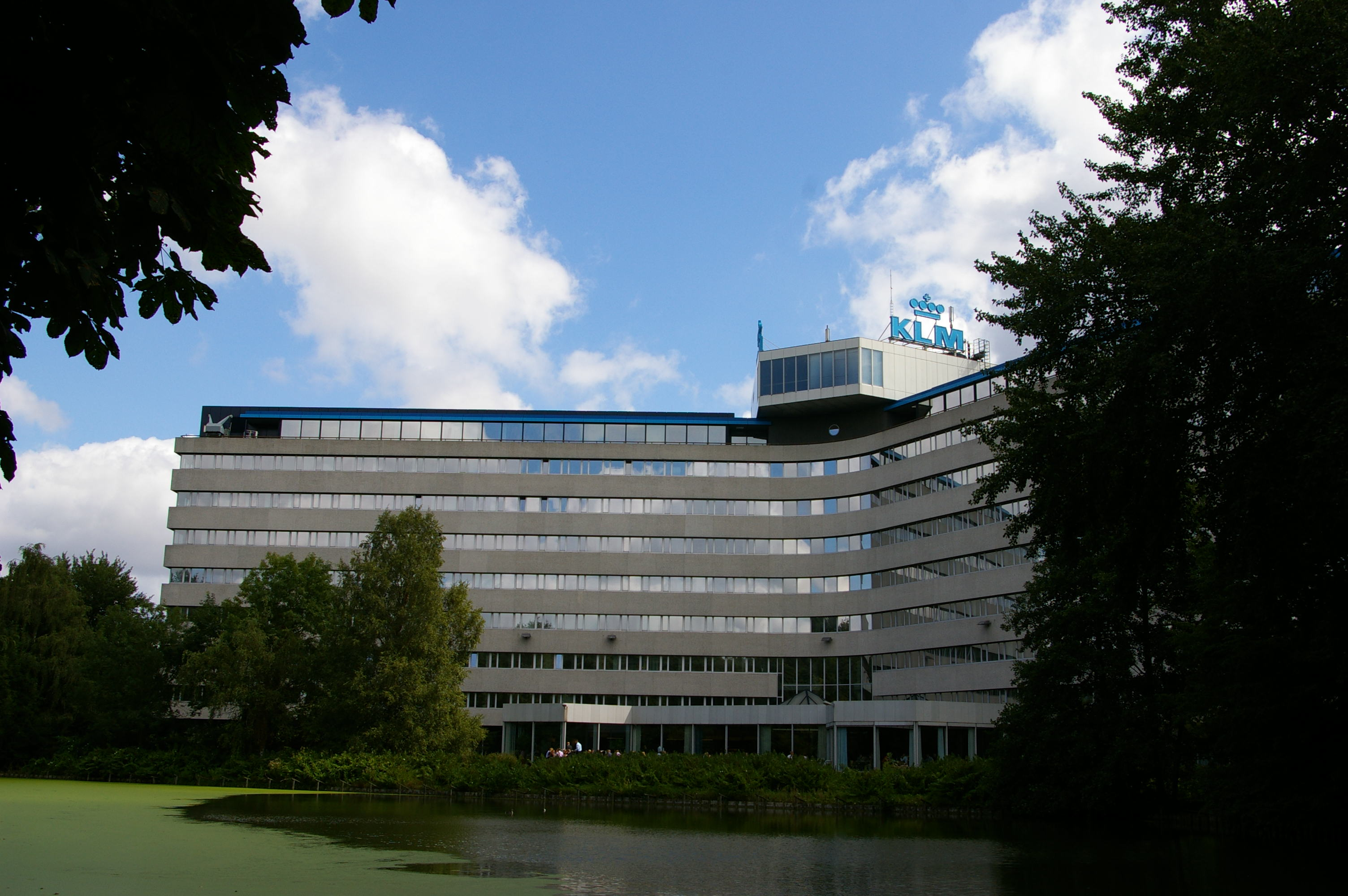
Het hoofdkantoor van de KLM in Amstelveen

Een overzicht van markante gebeurtenissen en ontwikkelingen in de geschiedenis van de Koninklijke Luchtvaart Maatschappij (KLM).

## 20e eeuw

### Jaren 10
- 12 september 1919: Koningin Wilhelmina verleent het predicaat Koninklijk aan KLM in oprichting.
- 7 oktober 1919: Oprichting van de 'Koninklijke Luchtvaart Maatschappij voor Nederland en Koloniën' (KLM).
- 21 oktober 1919: Eerste KLM-kantoor, aan de Heerengracht in Den Haag.

### Jaren 20
- 17 mei 1920: Eerste KLM-vlucht, Londen - Amsterdam.[1] Het gebruikte toestel was een De Havilland DH-16 gevlogen door piloot Jerry Shaw. Aan boord van de eerste vlucht waren als passagiers twee journalisten, en Engelse kranten als bagage. De vluchten werden uitgevoerd met geleasede toestellen en vliegers van het Britse bedrijf Aircraft Transport and Travel Ltd., KLM vervoert in haar eerste operationele jaar 345 passagiers, 22 ton vracht en 3 ton post.
- 25 augustus 1920 KLM ontvangt haar eerste vliegtuigen op eigen naam. Het betreft 2 maal de Fokker F.II. Met de order is een bedrag van 45000 gulden gemoeid. Op 30 september vond de eerste commerciële vlucht met eigen machine plaats. Het betrof een retourvlucht tussen Schiphol en Londen. Aan boord bevonden zich behalve de vlieger: directeur Albert Plesman, een journalist en een grondwerktuigkundige.

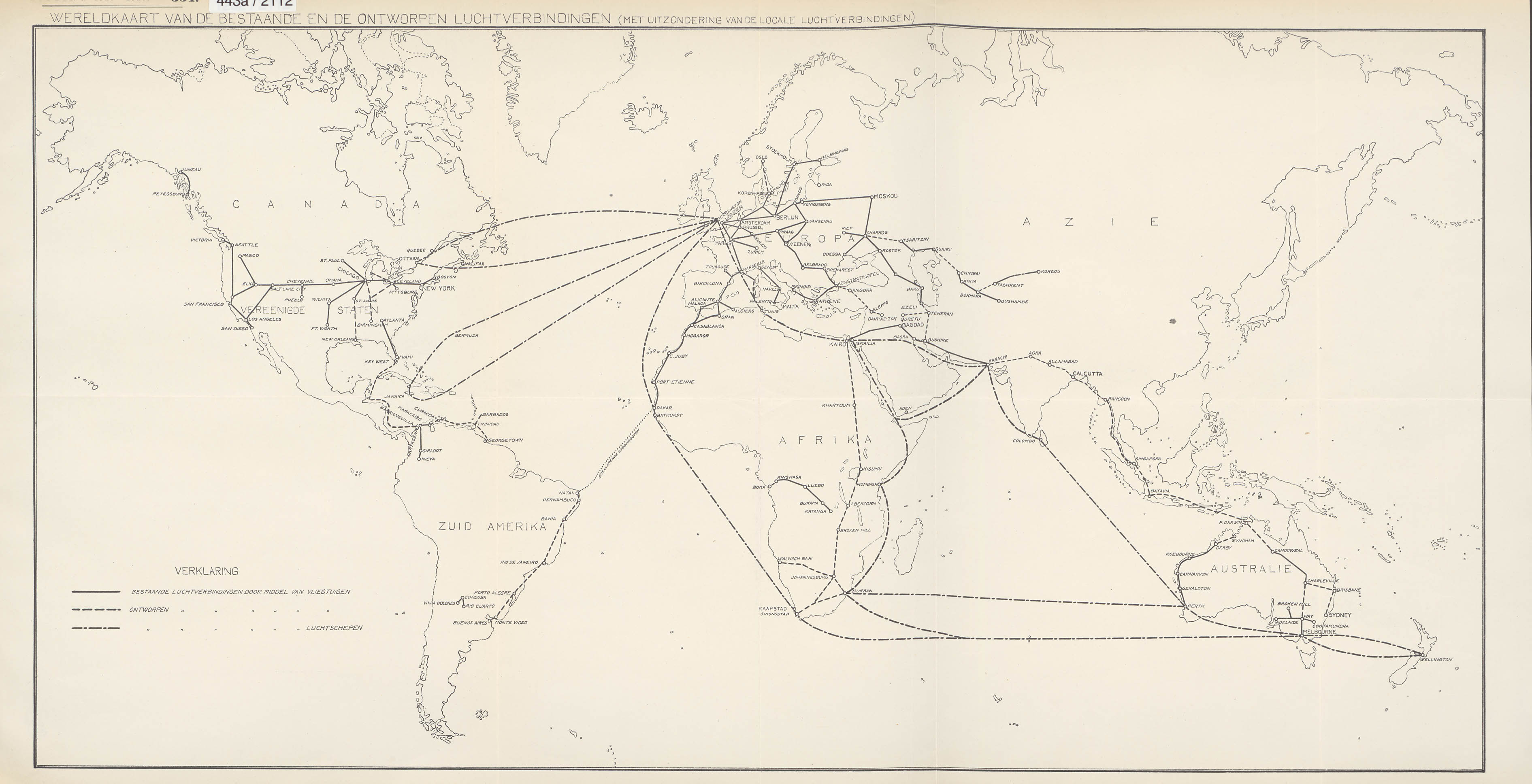
Operationele en geplande routes van de KLM in 1927

- 4 april 1921: Hervatting van de vluchten (na een winterstop) met de Fokker F.II en de nieuwere Fokker F.III.
- 9 mei 1921: Opening van het eerste KLM-passagekantoor aan het Leidseplein in Amsterdam.
- 1 oktober 1924: Eerste KLM vlucht naar Nederlands-Indië, het tegenwoordige Indonesië. Deze proefvlucht wordt gevlogen met een eenmotorige Fokker F.VII en drie bemanningsleden. De belangrijke lading aan boord bestaat uit post. De vracht bestond onder andere ook uit dieren hetgeen ook een unicum was. De totale reistijd bedraagt 55 dagen. Dat kwam door een langdurig oponthoud in Bulgarije vanwege motorproblemen.
- September 1929: Start van de reguliere lijndienst Amsterdam-Batavia, die voor het uitbreken van de Tweede Wereldoorlog de langste reguliere lijndienst ter wereld was. De vlucht duurde dertien dagen, nog altijd tien dagen sneller dan een reis per mailboat.

### Jaren 30
- December 1933: Kerst- en nieuwjaarspost in een recordtijd van ruim vier dagen met de Fokker F.XVIII 'Pelikaan' van Amsterdam naar Batavia gevlogen; de post is op tijd voor kerst.
- Oktober 1934: KLM’s DC-2 "Uiver" wint de eerste prijs in het handicapgedeelte en de tweede prijs in het snelheids gedeelte van de luchtvaartrace Londen-Melbourne. In 1984 wordt deze vlucht herhaald door een gerestaureerde DC-2 in KLM-huisstijl, opnieuw onder de naam "Uiver". Tot verdriet van Anthony Fokker was KLM inmiddels op toestellen van het Amerikaanse bedrijf Douglas overgestapt. De DC-2 werd gevolgd door de DC-3, waarvan de KLM in augustus 1936 als enige Europese maatschappij ooit acht toestellen bestelde.
- December 1934: Eerste Atlantische KLM-vlucht: Amsterdam-Curaçao met de Fokker F.XVIII "Snip" olv Jan Hondong. Oprichting van het West-Indisch Bedrijf.

### Oorlogsjaren
- Mei 1940: Bij het uitbreken van de oorlog in Nederland hebben een aantal DC-3 toestellen (en één DC-2) van de KLM die en-route waren Engeland kunnen bereiken. Deze werden tijdens de gehele oorlog met KLM-bemanningen door BOAC ingezet op de route Bristol-Lissabon. De PH-ALI (Ibis) is gedurende die tijd, binnen zeven maanden, op drie verschillende keren door Luftwaffe jagers beschoten, de laatste keer met fatale gevolgen (BOAC vlucht 777).
- September 1945: KLM hervat de diensten na de Tweede Wereldoorlog, aanvankelijk alleen op binnenlandse routes. De Nederlandse overheid stelt 23 miljoen gulden beschikbaar voor de aankoop van een nieuwe vloot.

### Jaren 46-49
- 1946 KLM schaft als eerste maatschappij in Europa de Lockheed Constellation aan.
- 1946 KLM besluit om op sommige vluchten weer stewardessen in te zetten. Als eerste naoorlogse stewardess werd oud-verzetsstrijdster Trix Terwindt aangesteld.
- 21 mei 1946: KLM is de eerste Europese luchtvaartmaatschappij die een dienst opent naar Amerika (New York).
- 1947 Oprichting K.L.M. Autobusbedrijf.

### Jaren 50
- 1 november 1958: Eerste KLM-vlucht via de poolroute naar Japan (Tokio).

### Jaren 60
- Maart 1960: Voor KLM breekt het tijdperk van het straalvliegtuig aan met de introductie van de Douglas DC-8.
- 12 september 1966: Oprichting van NLM (Nederlandse Luchtvaart Maatschappij), later omgedoopt tot NLM Cityhopper.
- April 1967: De opening van het nieuwe Schiphol betekende een grote vooruitgang voor KLM. Het stationsgebouw op Schiphol-Oost wordt verlaten voor het Schiphol centrum. In 1957 waren reeds de eerste voorzieningen voor transferpassagiers ontwikkeld. Gedwongen door schaalvergroting in de luchtvaart, en een te kleine thuismarkt, ontwikkelde KLM het concept van Schiphol als hub, waar passagiers konden overstappen.

### Jaren 70
- Februari 1971: De introductie van de Boeing 747 betekent de start van het “widebody”-tijdperk bij KLM.
- 1 maart 1971: Ingebruikname van het huidige hoofdkantoor van KLM in Amstelveen.
- November 1975: Toevoeging van de Boeing 747-206B Combi aan de vloot is een mijlpaal voor het luchtvrachtvervoer van KLM.

### Jaren 80
- December 1986: KLM ziet af van aankoop Hilton International[2]
- Maart 1988: Overname van de luchtvaartmaatschappij NetherLines.
- Juni 1989: Introductie van de Boeing 747-400, die technisch nog geavanceerder is dan zijn voorgangers van het type 747.
- Juli 1989: KLM verwerft een belang van twintig procent in de Amerikaanse maatschappij Northwest Airlines: een belangrijke stap op weg naar een wereldomspannend routenetwerk.

### Jaren 90
- 1 april 1991: Oprichting van KLM Cityhopper, een nieuwe regionale luchtvaartmaatschappij die ontstond door samenvoeging van NLM Cityhopper en NetherLines.
- Oktober 1991: KLM breidt haar belang in chartermaatschappij Transavia uit van veertig naar tachtig procent.
- December 1991: Als eerste luchtvaartmaatschappij op het Europese vasteland introduceert KLM voor haar klanten een loyaliteitsprogramma, genaamd Flying Dutchman.
- Januari 1993: Het Amerikaanse Ministerie van Transport verleent KLM en Northwest Airlines de antitrust-immuniteit, waardoor ze intensiever kunnen gaan samenwerken.
- September 1993: Alle vluchten van KLM en Northwest Airlines tussen Europa en de VS worden uitgevoerd als onderdeel van een joint venture.
- November 1993: Voor de eerste keer in haar geschiedenis vervoert KLM meer dan tien miljoen passagiers per jaar.
- Maart 1994: KLM en Northwest Airlines introduceren de 'World Business Class', een nieuwe service met meer faciliteiten voor de zakelijke reiziger op intercontinentale vluchten.
- April 1994: Grootste aandelenemissie uit de KLM-geschiedenis. Er worden 21,275 miljoen gewone aandelen geplaatst tegen een koers van 44 gulden per stuk. De opbrengst bedraagt 1.193 miljoen gulden.
- Juli 1995: Introductie van de Boeing 767-300ER.
- Januari 1996: Verwerving van een belang van 26 procent in Kenya Airways.
- December 1996: Het aandeel van de Nederlandse Staat in KLM wordt teruggebracht van 38,2% naar 25%.
- Juli 1998: Het KLM-loyaliteitsprogramma Flying Dutchman telt één miljoen leden.
- Augustus 1998: KLM koopt alle reguliere aandelen terug van de Nederlandse overheid. De overheid behoudt de cumulatieve voorkeursaandelen A en de voorkeursaandelen met een franchise boven de 14%.
- December 1999: KLM is de eerste luchtvaartmaatschappij ter wereld die het ISO 14001-certificaat verwerft voor haar milieuzorgsysteem.

## 21e eeuw

### Jaren 00
- 2001: Als gevolg van de economische recessie en de dramatische terugval in de vraag naar luchtvervoer vanwege de terroristische aanslagen van 11 september in de VS ondervindt de luchtvaartindustrie de zwaarste crisis sinds het einde van de Tweede Wereldoorlog. Luchtvaartmaatschappijen, waaronder KLM, kondigen verregaande maatregelen aan om de crisis het hoofd te bieden. KLM krimpt van 34.000 naar 31.000 werknemers.
- Voorjaar 2002: Aankondiging grote vloot vernieuwing door introductie van de Boeing 777 en Airbus A330.
- 2004: KLM opent de modernste High-bypass Fan Engine werkplaats, op het terrein van de voormalige hangar 8 van Schiphol Oost.
- 5 mei 2004: Officiële geboortedag van de Air France-KLM. Nadat KLM en Air France in september 2003 hebben besloten hun krachten te bundelen is ruim zeven maanden later de fusie een feit. Op deze dag lost Air France de voorwaarden van zijn aandelenbod in. KLM voert overigens nog steeds het predicaat Koninklijke.
- September 2004: KLM, Northwest en Continental treden als nieuwe leden toe tot SkyTeam, een internationale alliantie van luchtvaartmaatschappijen, waarvan Air France, Delta Air Lines, Alitalia, Korean Air, ČSA Czech Airlines en Aeroméxico reeds deel uitmaken.
- December 2006: KLM introduceert als eerste luchtvaartmaatschappij ter wereld de selfservicetransferkiosk, waarbij op Schiphol overstappende passagiers snel en eenvoudig een nieuwe boarding pass kunnen uitprinten.
- Juli 2007: KLM start een partnerschap met Wereld Natuur Fonds Nederland om, naast harde afspraken over CO2-beperking, samen uit te dragen dat 'ondernemen ánders kan', ook in de luchtvaartindustrie.
- 23 mei 2008: Het Amerikaanse Ministerie van Transport kent KLM, Air France, Delta Air Lines en Northwest Airlines de antitrust-immuniteit toe. Dit betekent dat de vier maatschappijen hun trans-Atlantische activiteiten kunnen stroomlijnen en inrichten naar de wensen van hun klanten. Ze kunnen hiermee de voordelen van het Open Skies-verdrag beter benutten.
- 31 december 2008: Martinair wordt voor 100% eigendom van KLM.[3]
- 1 januari 2009: KLM viert haar 90ste verjaardag. De oudste luchtvaartmaatschappij ter wereld heeft een Boeing 737-800 met registratie PH-BXA in het oude kleurenschema uit 1960 laten spuiten.

### Jaren 10
- 17 juli 2014: Boven Oekraïne wordt vlucht MH17 uit de lucht geschoten. Deze ramp staat bekend onder het vluchtnummer van de Maleisische luchtvaartmaatschappij, maar deze vlucht had ook een KLM-vluchtnummer, namelijk: KL4103.[4] Beide vluchtnummers werden geschrapt. Bij de ramp kwamen alle 298 inzittenden om het leven.
- 7 oktober 2014: KLM viert haar 95ste verjaardag. De oudste luchtvaartmaatschappij heeft een sticker met 'KLM 95 years'[5] op een MD-11 met registratie PH-KCE geplakt. Dezelfde MD-11 werd in het weekeinde van 4 en 5 oktober gebruikt voor de KLM Experience show.
- Februari 2019: De Nederlandse staat neemt een belang van 12,68% in moederbedrijf Air France-KLM.[6]
- 30 juni 2019: KLM viert haar 100ste verjaardag. De Nederlandse luchtvaartmaatschappij ontvangt 100 dagen voor de officiële verjaardag de nieuwste aanwinst van de vloot: de Boeing 787-10. Het toestel met registratie PH-BKA, draagt de naam Oranjebloesem en heeft een speciale opdruk waar 'KLM 100' is in verwerkt.[7][8]

### Jaren 20
- Maart 2020: Door de coronapandemie vliegt KLM op minder bestemmingen en ook minder frequent, slechts 32 Europese en 25 intercontinentale bestemmingen, in plaats van de 135 bestemmingen die het normaliter verbindt. Sinds de tweede wereldoorlog heeft de maatschappij niet meer zo weinig vluchten per dag uitgevoerd.[9]
- 29 maart 2020: KLM maakt de laatste passagiersvlucht met de Boeing 747. Eigenlijk was deze pas een jaar later gepland, maar om economische redenen tijdens de coronacrisis is de uitfasering naar voren gehaald. De luchtvaartmaatschappij voert nog wel Vracht-vluchten uit met twee combi- en drie 747 vracht-toestellen.[10]